# 藍喉錐尾鸚鵡
藍喉錐尾鸚鵡（Pyrrhura cruentata），又名赭斑鸚哥、藍喉鸚哥或紅斑長尾鸚鵡，是一種中等身型的鸚鵡。牠們長30厘米，呈綠色，冠深褐色，耳朵紅色，兩頰綠色，頸部兩側橙色。牠們的上胸藍色，上尾黃綠色，尾羽底紅色，喙灰色，外飛羽藍色，肩膀及腹部紅色。雄鳥及雌鳥相似。雛鳥較為沉色。
藍喉錐尾鸚鵡是屬內體型較大的。牠們分佈在巴西東南部沿海的低地潮濕森林。牠們主要吃果實、種子、花朵及草莓。牠們會在樹孔內築巢。雌鳥每次生2-4隻蛋。
由於失去棲息地、分佈地有限、數量稀少及非法捕獵，藍喉錐尾鸚鵡被世界自然保護聯盟列為易危，且受到《瀕危野生動植物種國際貿易公約》附錄一及二的保護。

## 外部連結
- BirdLife Species Factsheet （页面存档备份，存于）
- Internet Bird Collection